# محمد الغايب
محمد الغايب، ممثل سعودي.

## عن حياته
هو ممثل سعودي له العديد من الأعمال التلفزيونية والاذاعية اهمها مسلسل يوميات عباس.

## أعماله

### المسلسلات
- 2004: يوميات عباس.
- 2005: يوميات عباس 2.
- 2006: يوميات عباس 3.
- 2007: يوميات عباس 4.
- 2007: طاش ماطاش 15.
- 2008: يوميات عباس 5.
- 2008: كلنا عيال قرية.
- 2008: عذاب.
- 2009: يوميات عباس 7.
- 2010: وش وشة.
- 2010: طاش ماطاش 17.
- 2010: شيكات.
- 2011: سواق المعازيب.
- 2017: سناب شاف.

## روابط خارجية
- محمد الغايب على موقع قاعدة بيانات الأفلام العربية